# Mariene biologie

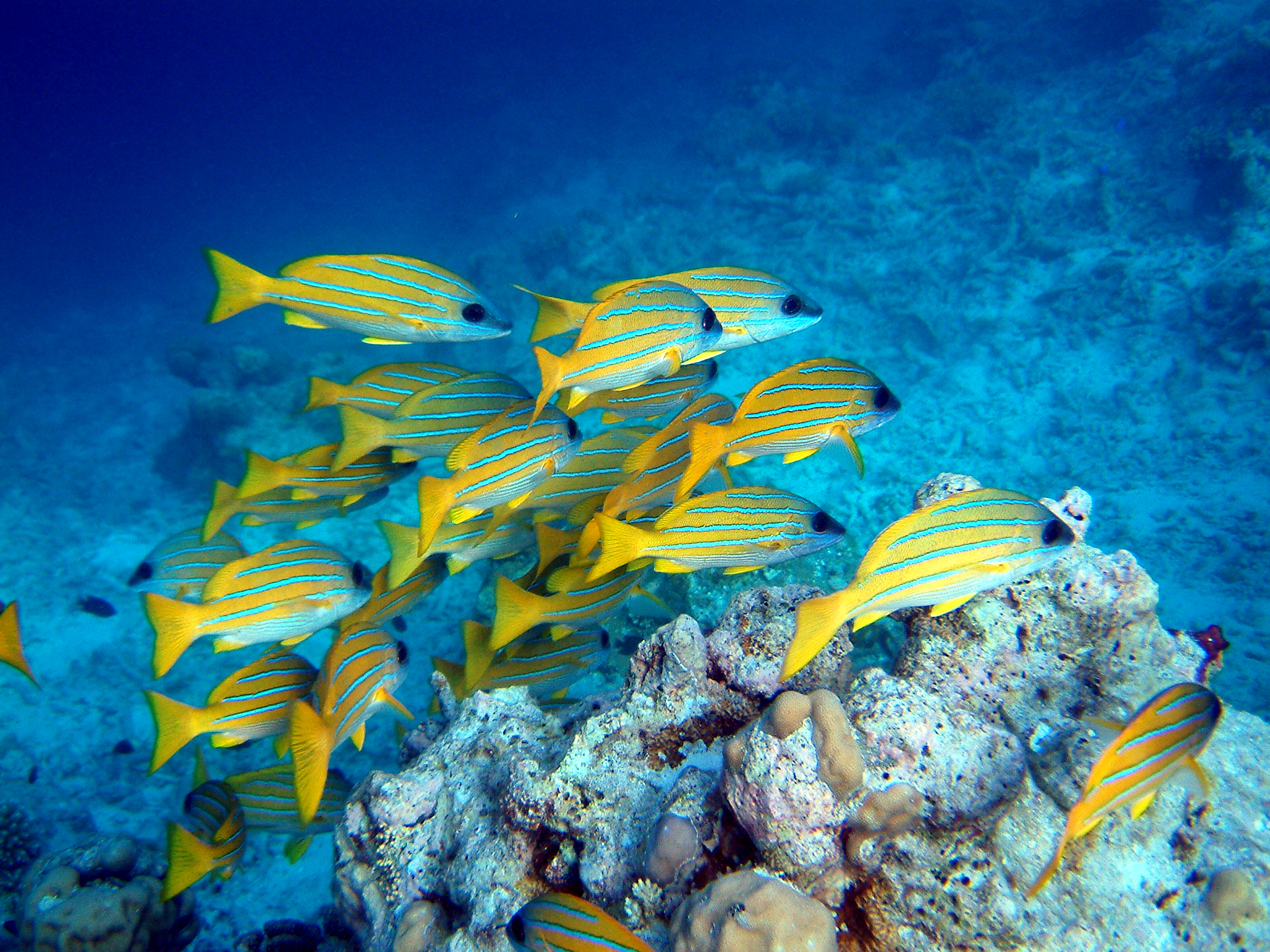
Een school van kasmira-snappers (Lutjanus kasmira) in de kustwateren van de Maldiven

Mariene biologie is een tak van de biologie die zich bezighoudt met de bestudering van leven in de zee. Het is een brede wetenschap die verschillende deelgebieden kent, waarin men onder meer onderzoek doet naar de structuur, de fysiologie, de ecologie, evolutie en classificatie van verschillende organismen in het mariene milieu.
De oceaan is een complexe, driedimensionale wereld die ongeveer 71% van het aardoppervlak beslaat. De zee kent vele habitats die bewoond worden door uiteenlopende levensvormen, en mariene biologen proberen deze biodiversiteit functioneel te beschrijven en hun relaties tot elkaar en het milieu te begrijpen. Voorbeelden van mariene omgevingen waar relatief veel leven voorkomt zijn estuaria, koraalriffen, kelpwouden, diepgelegen onderzeese bergen en hydrothermale bronnen. Sommige van deze leefomgevingen zijn door hun onbereikbaarheid nog nauwelijks onderzocht.
De zee levert de mens voedsel, grondstoffen, natuurproducten en vele andere natuurlijke hulpbronnen. Mariene organismen spelen een fundamentele rol in de instandhouding van het leven op aarde. Zeewieren, fytoplankton en blauwalgen dragen bijvoorbeeld in belangrijke mate bij aan de kringloop van zuurstof en koolstof door het systeem Aarde, en hebben een essentiële regulerende rol op het wereldwijde klimaat. Kustlijnen worden gedeeltelijk gevormd en beschermd door het leven in zee, en sommige mariene organismen zijn zelfs betrokken bij het aanleggen van nieuw land.

## Organisatie
Net als biologie in het algemeen, kenmerkt de mariene biologie zich door de indeling op verschillende organisatieniveaus:
- Mariene microbiologie houdt zich bezig met het leven van wezens die zo klein zijn dat je ze met het blote oog niet kunt zien.
- Mariene fysiologen onderzoeken de bijzondere fysiologische aspecten van het leven in zee, bijvoorbeeld onderzoek naar duikersziekte.
- Mariene populatiebiologie monitort het gedrag, de grootte en de dynamiek van populaties van bepaalde soorten. Soorten die bevist worden, zoals walvissen en haring, of soorten die bedreigd worden, zoals koraal, krijgen de meeste aandacht.
- Mariene ecologen bestuderen de samenhang tussen de levende en de levenloze natuur in de zee. De gevolgen van olierampen, of de effecten van en invloed op klimaatverandering zijn bekende voorbeelden.

## De oceaan als habitat
Het mariene milieu kan globaal worden onderverdeeld in kustwateren (de zee nabij het vasteland) en de open zee (de vrije waterkolom). Het meeste zeeleven is te vinden in kusthabitats, rondom het continentaal plat, ondanks dat dit slechts zeven procent van het totale oceaanoppervlak beslaat. Alles wat verder van de kust ligt, behoort tot de open zee of de pelagische zone. Pelagische habitats zijn vrij van vaste objecten en worden sterk beïnvloed door zeestromen. Het grootste deel van de pelagische zone is diepzee, waar geen zonlicht doordringt en de waterdruk enorm kan zijn. Richting de zeebodem vindt men de demersale habitats en bentische habitats. Sommige mariene organismen, zoals koralen, kelp en zeegras, zijn ecosysteemingenieurs die het mariene milieu vormen en veranderen.

### Intergetijdengebied

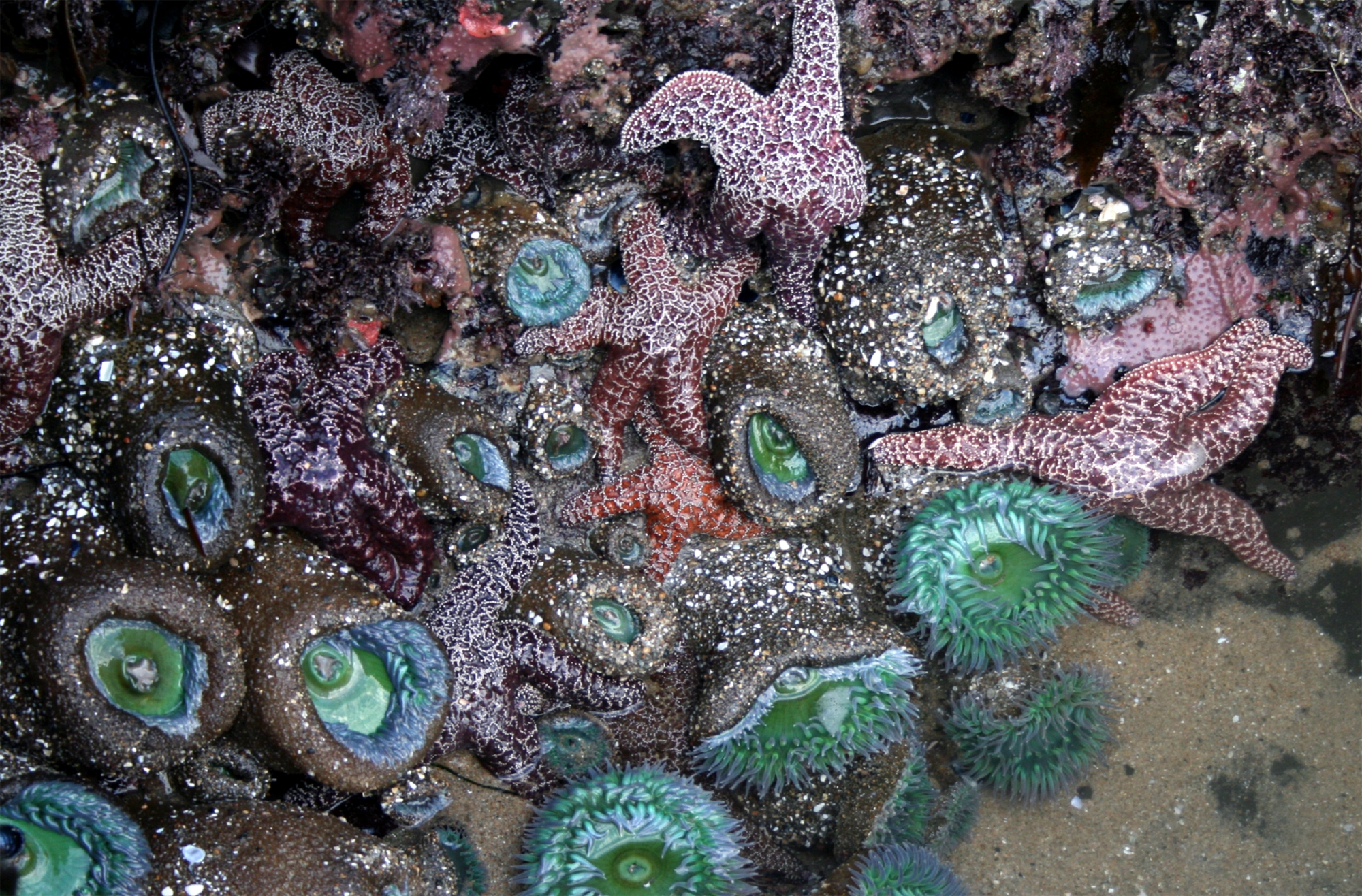
Een getijdepoeltje met zeesterren en zeeanemonen op het strand van Santa Cruz

Het intergetijdengebied is het gebied nabij de kust dat onder water staat bij hoogtij maar boven water komt bij laagtij. Door de grote afwisselingen van abiotische factoren kent dit gebied een grote ecologische dynamiek. De meeste zeedieren die voorkomen in het intergetijdengebied zijn aangepast aan extremen in temperatuur,  vochtigheid, zuurstofniveaus en voedselaanbod. Golven en getijden zorgen voor voortdurende hervormingen van de kustlijn door erosie.
Intergetijdengebieden zijn rijk aan biodiversiteit. Ze worden bewoond door veel verschillende ongewervelde dieren, zoals sponzen, platwormen, neteldieren, stekelhuidigen, tweekleppigen en kreeftachtigen. Om aan roofdieren te voorkomen graven veel soorten zich in in het zand. Verschillende landdieren, waaronder zeevogels, zoeken deze kustwateren op om hier te foerageren.

### Estuaria

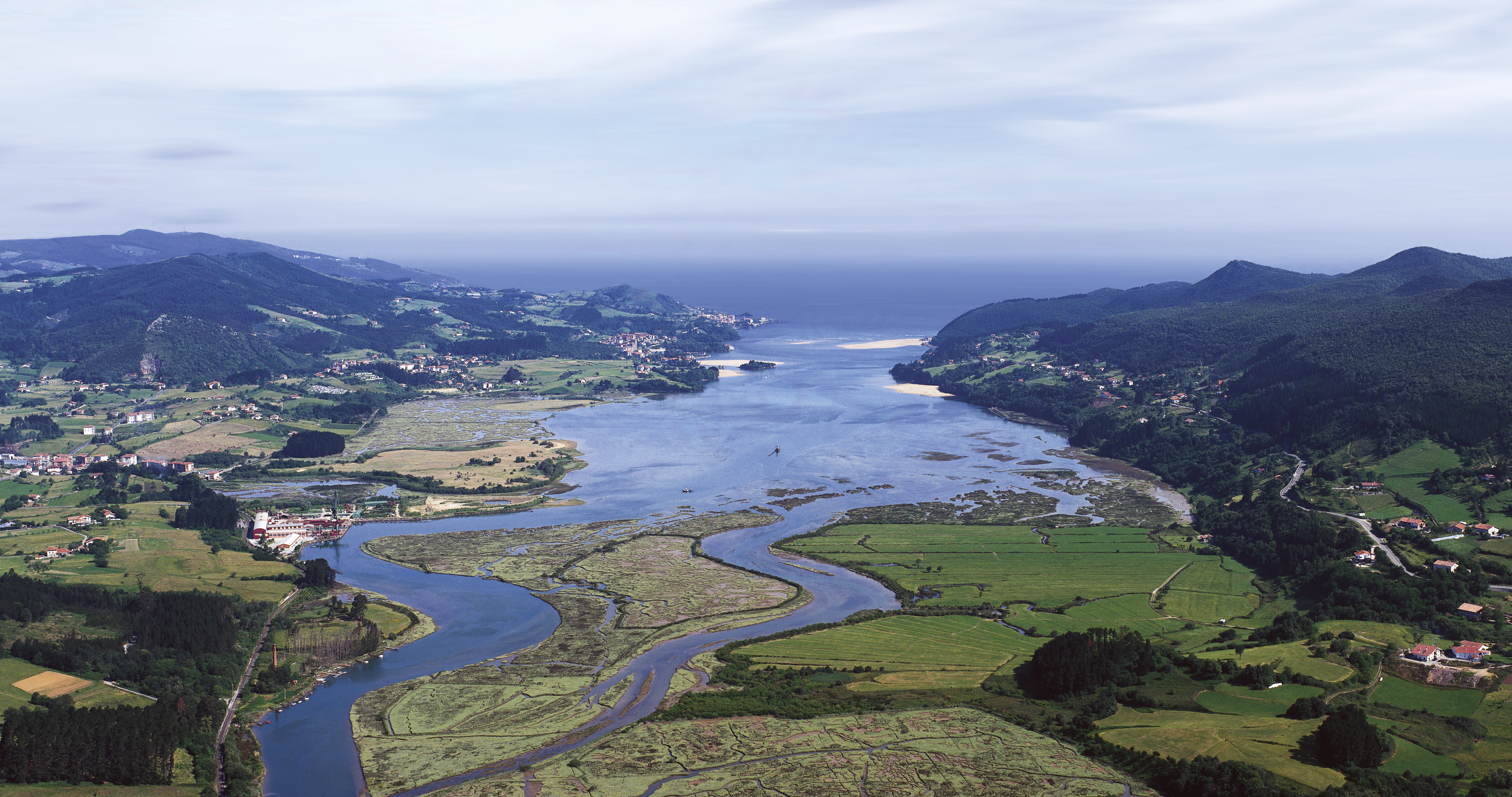
Estuaria zijn riviermondingen en liggen op de overgang tussen zout en zoet water

Estuaria zijn brede, trechtervormige riviermondingen richting de zee, waar zoet en zout water vermengd worden tot brak water. Estuaria vormen het overgangsgebied tussen rivieren en de open zee (een ecotoon). Naast mariene invloeden, zoals getijden en golven, zijn estuaria ook onderhevig aan fluviatiele invloeden, bijvoorbeeld instroom van zoet water en sedimentatie. Gevolg is dat temperaturen, saliniteit, niveaus van voedingsstoffen, en dichtheid van dieren en planten op grillige wijze kunnen veranderen.
Estuaria zijn zeer productieve natuurlijke habitats, hebben een grote natuurwaarde en zijn voor de mens van groot economisch belang. Verstedelijking, visserij en aquacultuur zijn vaak geconcentreerd rond estuaria. Estuaria staan hierdoor onder druk, onder meer door vervuiling van het water, overbevissing en bodemerosie.

### Koraalriffen

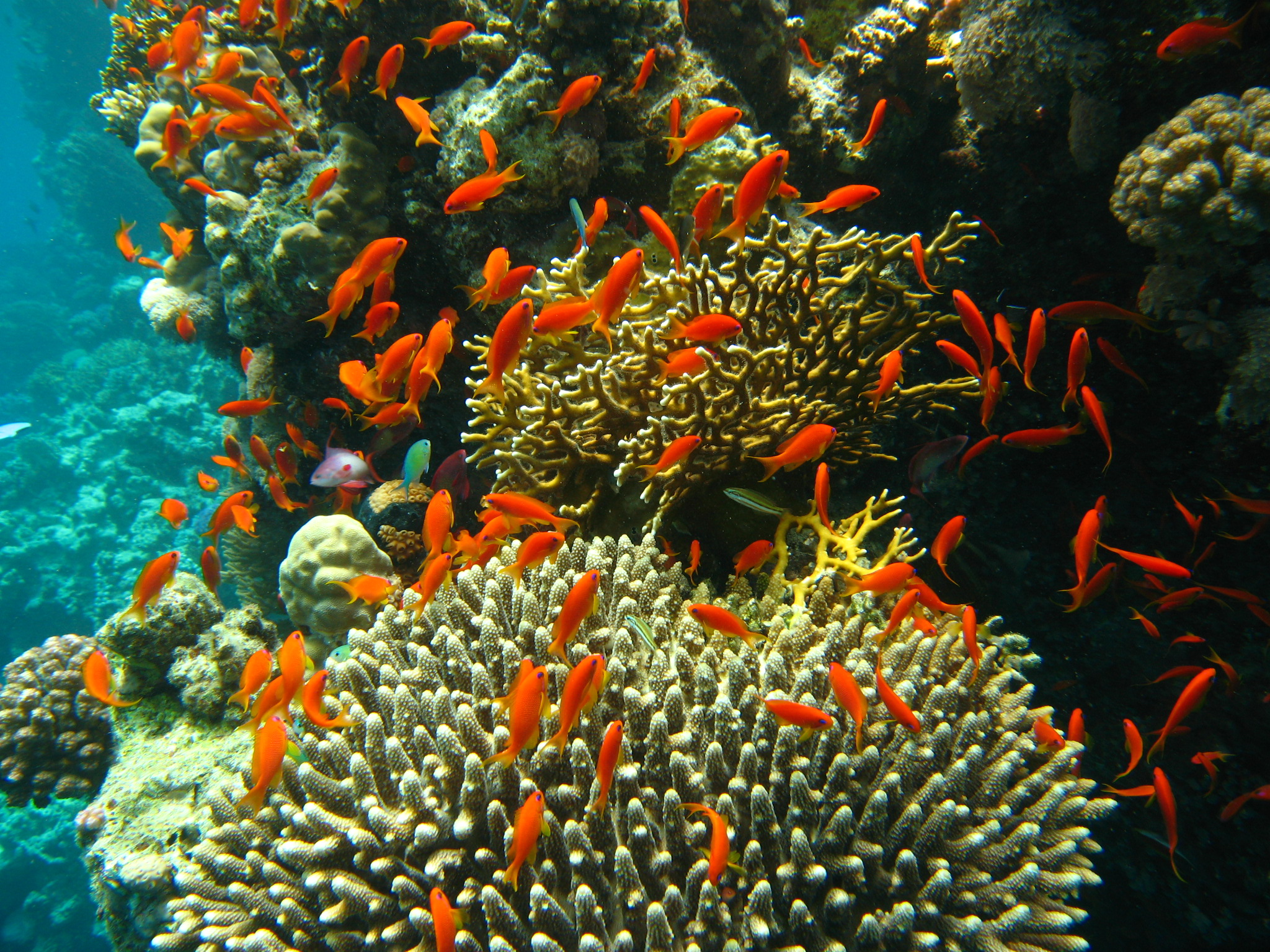
Koraalriffen vormen een beschermende woonomgeving voor vele soorten vissen, zoals deze rode vlagbaarsjes

Koraalriffen zijn complexe, rijke ecosystemen van koloniale bloemdieren en andere levende wezens in ondiepe zeeën. Ze behoren tot de meest biodiverse leefomgevingen op aarde, en vormen de woonplaats van ongeveer 25% van al het bekende zeeleven. Koraalriffen komen voornamelijk voor in tropische, heldere zeeën waar veel zonlicht binnendringt. De reden hiervoor is dat koralen in symbiose leven met kleine, fotosynthetische algjes genaamd zoöxanthellen. Koraalriffen worden ook wel vergeleken met de tropische regenwouden door de enorme dichtheid van diverse levensvormen en de topografische complexiteit.
Koraalriffen zijn gevoelig voor externe invloeden. Wereldwijd worden veel koraalriffen bedreigd door menselijke activiteiten, zowel op lokale schaal (watervervuiling, destructieve visserij) als globale schaal (opwarming en verzuring van de oceanen). Ook natuurlijke oorzaken, zoals invasieve soorten, harde stormen of sedimentatie  kunnen riffen aantasten. Een belangrijk vraagstuk in de mariene biologie is niet alleen hoe koraalriffen werken, maar ook hoe ze beschermd en hersteld kunnen worden.

### Open zee

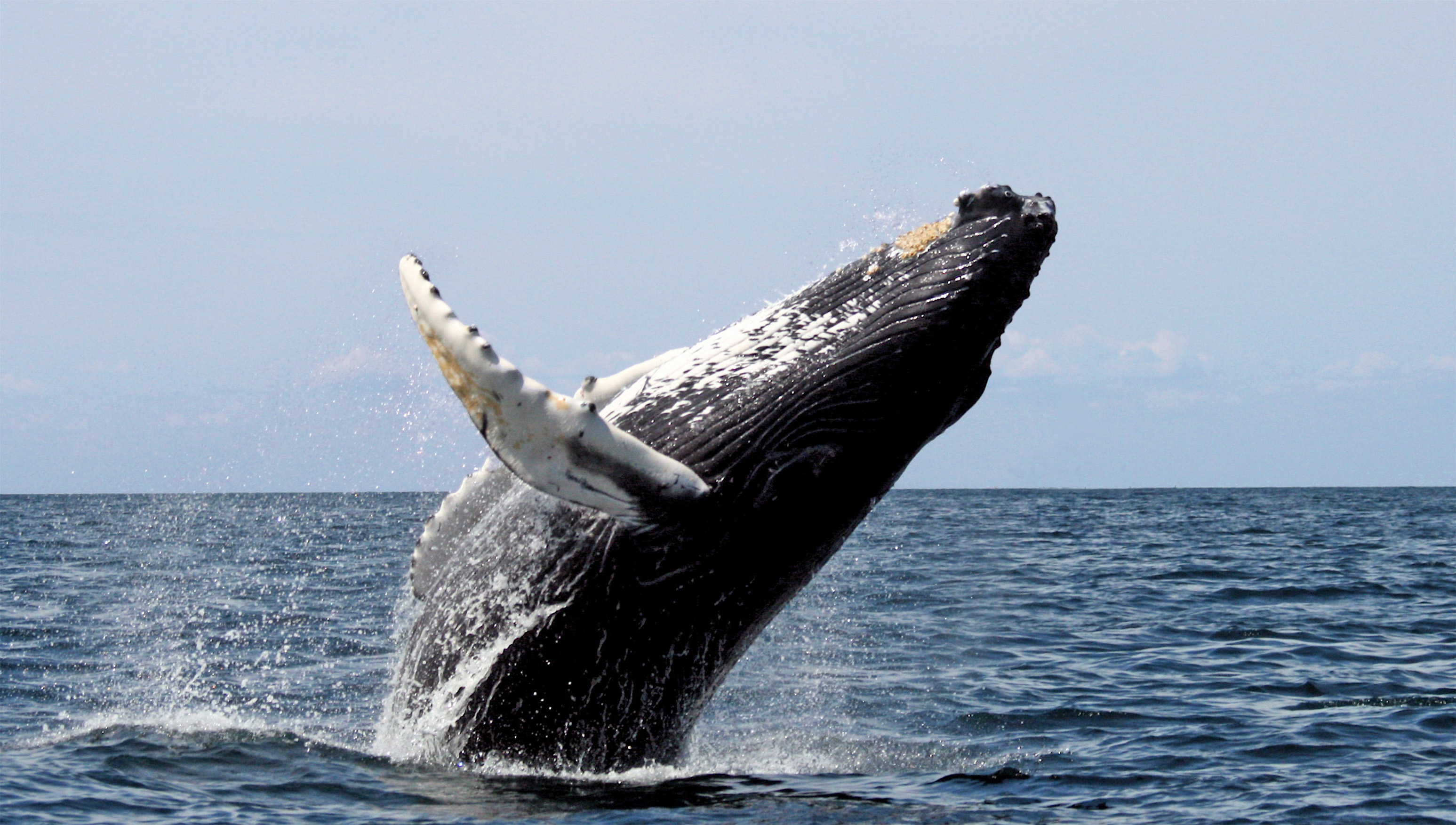
De open zee bevindt zich ver van de kusten, en wordt bewoond door legio soorten

De open zee, of pelagische zone, is veruit de grootste natuurlijke leefomgeving op aarde. De open zee is een relatief onproductieve omgeving vanwege de magere voedingsstofniveaus, maar omdat ze zo uitgestrekt is, is de open zee toch verantwoordelijk voor ongeveer 80% van de primaire productie op aarde. De open oceaan wordt onderverdeeld in verschillende zones (voornamelijk op basis van de hoeveelheid licht dat doordringt), en elke zone kent een unieke ecologie. Fytoplankton vormen de meeste biomassa in de bovenste lagen van de open zee. Veel planktonsoorten bewegen 's nachts naar de oppervlakte en dalen overdag wat naar de diepte, vermoedelijk om aan predatoren te ontkomen.
Dieren die in de open oceanen leven, hebben over het algemeen zeer grote verspreidingsgebieden. De reden hiervoor is dat pelagische soorten onder invloed van zeestromen over grote afstanden kunnen worden verspreid. Pelagische vissen vormen vaak scholen om aan predatoren te ontkomen.

### Diepzee

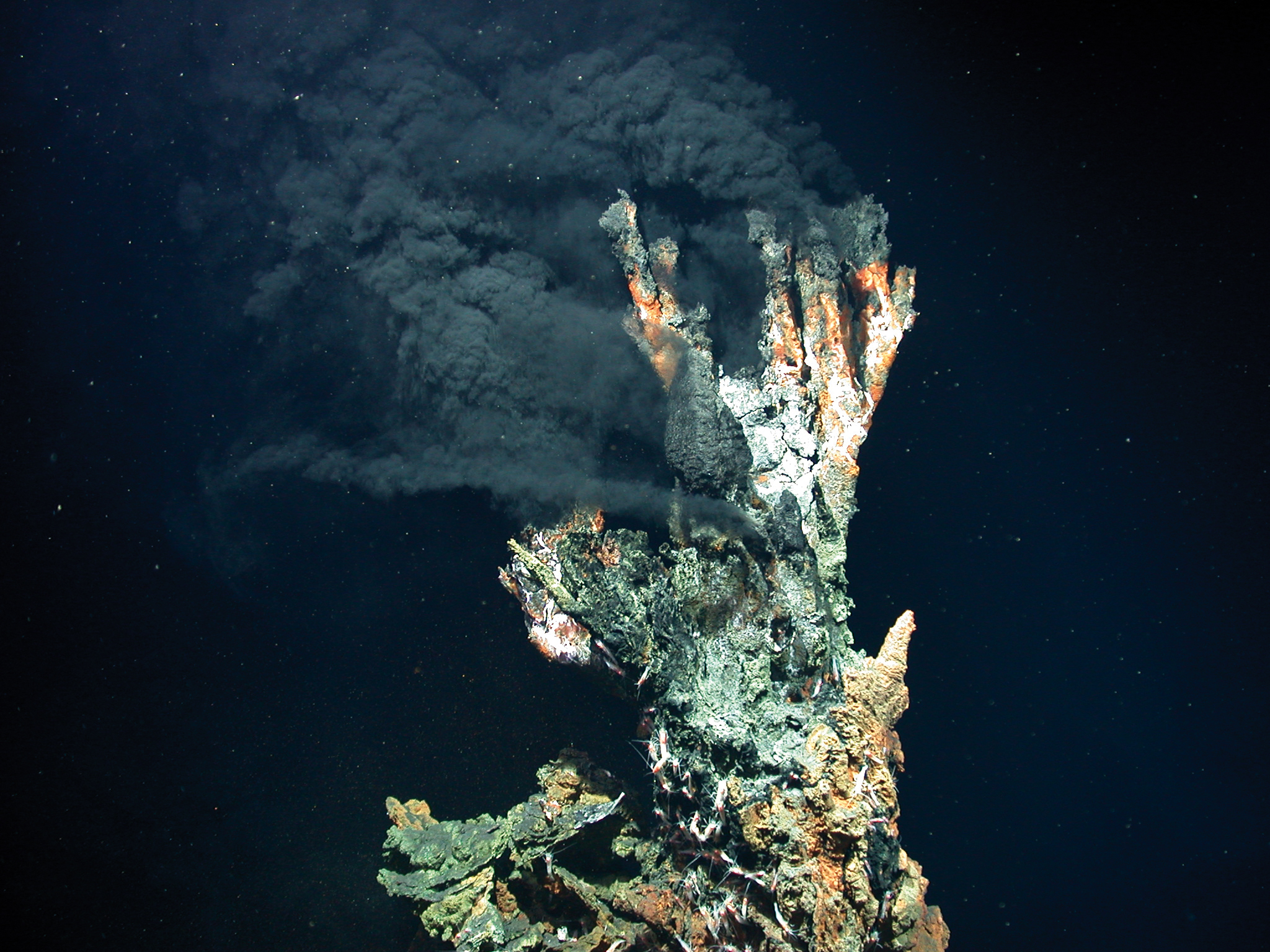
Deze black smoker op 3300 meter diepte is rijk aan microbieel leven

De diepzee is het gedeelte van de oceaan waarin geen licht doordringt en waar geen planten groeien. De diepst bekende diepzeetrog is de Marianentrog nabij de Filipijnen met een diepte van bijna 11 kilometer. Ondanks de hoge waterdruk komt er leven voor, zoals de beroemde diepzeehengelvissen. Deze vissen hebben het vermogen hun eigen licht te creëren (bioluminescentie), om zo zeldzame prooien te lokken.
Diepzeeleven floreert onder meer rond onderzeese bergen, waar vissen en andere organismen samenkomen om te paaien en voedsel te zoeken. Hydrothermale bronnen en andere eruptiekanalen op de zeebodem, zoals langs de  mid-oceanische rug fungeren hotspots voor microbieel leven. Dergelijke plaatsen ondersteunen unieke levensgemeenschappen en op deze locaties zijn veel nieuwe microben en andere levensvormen ontdekt.

## Onderzoek
Biologisch onderzoek aan zeeleven wordt al bedreven zolang mensen de moeite nemen om de vissen die ze omhoog halen een naam te geven, maar de wetenschap heeft veel geprofiteerd van technische uitvindingen. Een gedeelte wordt ook door landbiologen gebruikt, maar de uitvinding van duikapparatuur en al dan niet bemande onderzeeërs – met als bekendste voorbeeld de bathyscaaf, verdienen speciale vermelding.
Het grootste Nederlandse onderzoeksinstituut voor mariene biologie is het Koninklijk Nederlands Instituut voor Zeeonderzoek (NIOZ) op Texel. Daarnaast doet het Nationaal Natuurhistorisch Museum Naturalis in Leiden ook marien onderzoek, met name naar tropische koraalriffen.  In België wordt deze taak grotendeels door het Vlaams Instituut voor de Zee gecoördineerd, over verschillende mariene onderzoeksgroepen aan diverse universiteiten. Men ondersteunt er ook grote internationale projecten zoals het World Register of Marine Species.
Er bestaan tot slot ook nog natuurverenigingen die zich toeleggen op de mariene biologie. Zo bestaat er de Strandwerkgroep in België en de Strandwerkgemeenschap in Nederland.
Door The Nature Conservancy en het World Wide Fund for Nature is een systeem van mariene ecoregio's van de wereld voorgesteld op basis van mariene biota.